# Кавказские этнические меньшинства в Турции
Кавказские этнические меньшинства в Турции — различные национальные меньшинства Турции, имеющие кавказское происхождение.

## Общая информация

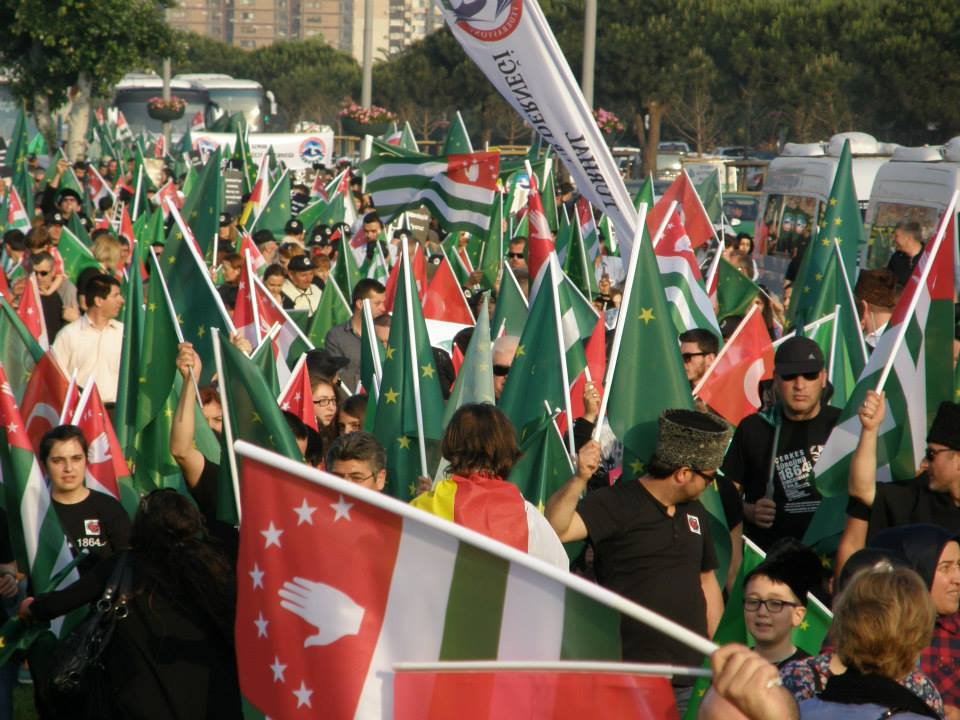
Представители адыго-абхазской диаспоры в Турции

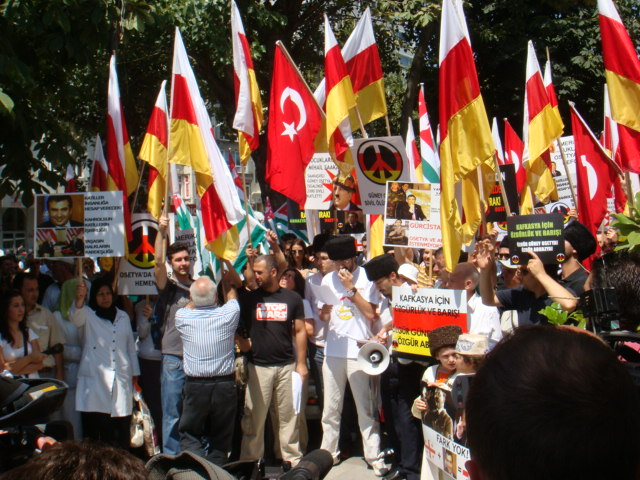
Представители осетинской диаспоры в Турции

Кавказские национальные меньшинства в Турции разделяются на следующие категории:
- Потомки иммигрантов-мухаджиров с Северного Кавказа:
  - Адыги (черкесы), а также родственные им абхазы, абазины и убыхи, переселялись на территорию Османской империи, в основном после Кавказской войны, во второй половине XIX века, в ходе масштабного мухаджирства. Черкесское население в Турции проживает практически повсеместно. Наиболее широко представлено в провинциях — Кайсери, Самсун, Чанаккале, Хатай, Дюзче, а также в городах Стамбул и Анкара.
  - Осетины в Турции живут в провинциях Карс и Йозгат.
  - Чеченцы и ингуши живут в основном в городах Кахраманмараш, Карс, Сивас, Стамбул, а также в провинции Мардин.
  - Дагестанская диаспора (в основном аварцы, даргинцы, лезгины, кумыки и лакцы) проживают в провинциях Токат, Балыкесир, Ялова[1].
  - Карачаевцы и балкарцы проживают в провинции Конья.
- Потомки иммигрантов-мухаджиров c Южного Кавказа:
  - Грузины из исторической области Аджария (чвенебури).
- Автохтонное население Закавказья:
  - Лазы — традиционно проживают на северо-востоке Турции, в бывшем санджаке Лазистан (ныне провинции Артвин и Ризе).
  - Субэтнические группы грузин, которые проживают на северо-востоке Турции, в Тао-Кларджети. Большая часть коренных грузин подверглась выселению в западные районы Турции во второй половине XX века.

## Численность
Численность кавказских народов в Турции:
| Национальность       | Численность, чел. |
| -------------------- | ----------------- |
| адыги (черкесы)      | 1 550 000         |
| грузины (вкл. лазов) | 273 000           |
| абхазы (вкл. абазин) | 180 000           |
| чеченцы              | 113 000           |
| ингуши               | неизвестна        |
| аварцы               | 50 000            |
| осетины              | 41 000            |
| карачаевцы           | 21 000            |
| лезгины              | 3 400             |
| кумыки               | 1 600             |
| лакцы                | 400               |
| даргинцы             | —                 |
| всего                | около 2 100 000   |